# РЭД
«РЭД» (англ. RED) — американский художественный фильм Роберта Швентке в жанре комедийного боевика, вышедший на экраны 29 сентября 2010 года. Фильм является экранизацией одноимённого комикса, созданного Уорреном Эллисом и Калли Хэмнером и опубликованного издательством DC Comics. Сценарий по комиксу написали Джон Хибер и Эрик Хибер. Главную роль в фильме исполняет Брюс Уиллис.
Аббревиатура РЭД расшифровывается в официальном переводе фильма как «Реально экстремально дерзкий». В оригинале «Retired, extremely dangerous» — «в отставке, крайне опасный». Второй смысл этой фразы — «западное» прозвище граждан Советского Союза (в контексте фильма — ещё и советских шпионов, разведчиков и военных) — «красный».

## Сюжет
Фрэнк Мозес (Брюс Уиллис), в прошлом — один из лучших оперативников ЦРУ, после отставки спокойно живёт в своём доме в Кливленде, Огайо. Пытаясь скрасить одиночество, он заводит долгие телефонные разговоры с клерком пенсионного фонда Сарой Росс (Мэри-Луиз Паркер), офис которой находится в Канзасе.
Как-то раз ночью в дом Фрэнка вламываются бойцы спецназа с целью убить его. Фрэнку удаётся отбиться от нападения и скрыться. Причины визита непрошеных гостей явно связаны с одним из заданий специального агента, сокрытие фактов (и устранение свидетелей и участников, в частности) которого имеет значение государственной важности. Однако первым делом Фрэнк отправляется спасать Сару. Их разговоры были совершенно невинны, но Фрэнк понимает, что спецслужбы неизбежно заинтересуются женщиной, с которой он разговаривал несколько десятков раз. Он приезжает в Канзас-Сити и приходит в дом Сары, чему та не рада, и увозит её, заклеив рот липкой лентой. По пути Фрэнк пытается успокоить мычащую сквозь ленту разозлившуюся Сару. Тем временем ЦРУ поручает устранение Мозеса своему лучшему оперативнику — Уильяму Куперу.
Сара и Фрэнк приезжают в Новый Орлеан, где бывший агент оставляет Сару Росс привязанной к кровати и с заклеенным ртом, а сам отправляется в дом престарелых, где встречается со своим другом, также отставным агентом, Джо Мэтисоном (Морган Фримен). Мозес передаёт ему для расследования отрубленные пальцы наёмников, и тот через некоторое время сообщает другу, что его пытались убить независимые южно-африканские наёмники, подозреваемые в убийстве репортёра New York Times Стэфани Чен. В это время Сара освобождается от верёвок и делает звонок в службу спасения, который тут же отслеживает Купер. К отелю подъезжает полиция и скорая; один полицейский пытается вколоть ей наркотик, но её спасает вернувшийся Фрэнк и они сбегают на машине полиции. По пути их подрезает Уильям Купер, но Фрэнк от него отбивается и при этом подставляет полицию. Затем Джо по телефону выясняет, что все убийства санкционированы ЦРУ, но тут в его комнату приходит киллер.
Пара прибывает в Нью-Йорк и отправляется в Чайнатаун, где Сара ведёт разговор c матерью убитой журналистки. Миссис Чен передаёт Саре и Фрэнку открытку, переданную ей дочерью в день смерти. На ней указаны некоторые цифры. Фрэнк говорит ей, что это шифр азиатской литературы в Гарвардской библиотеке. По указанным цифрам Сара находит в одной из книг список имён людей, большинство из которых погибло, кроме некоего Гэбриэла Сингера. В это время Фрэнк узнаёт о смерти Джо, а Купер, пытаясь больше узнать о цели задания, отправляется в спецархив Лэнгли. Тамошний архивариус Генри передаёт секретную информацию о Фрэнке Мозесе, говоря, что тот был лучшим оперативником за всю историю разведки, а когда состарился, получил при отставке маркировку «Р. Э. Д.» (Реальный-Экстремальный-Дерзкий), какую получают официально «списанные» агенты, чьи навыки не утрачиваются с годами. Купер решает выяснить имена всех агентов, с которыми работал Фрэнк.
Мозес и Росс приезжают в маленький город Пенсакола, Флорида. Там они встречают бывшего сослуживца Фрэнка Марвина Боггса, ставшего параноиком после того, как ЦРУ каждый день в течение 11 лет накачивало его ЛСД, а тот свято верил, что разведка испытывала на нём новые методики «промывки мозгов», и теперь считает, что Система (да и все вокруг) хотят его «грохнуть». Фрэнк рассказывает ему о списке, и Марвин, недолго обвиняя Систему, находит у себя в убежище (он живёт не в сарае, который именно так и выглядит снаружи, а в секретном подвале) досье об операции в Гватемале в 1981 году, где погибли все гражданские, а пятерых людей из списка репортёра, не включая Фрэнка и Марвина, отправили всё там «подчистить». После этого Фрэнк, Сара и Марвин отправляются на поиски Гэбриела Сингера, бывшего пилота 160-го авиаполка специального назначения. По телефону Сара выясняет, что им надо двигаться в город Мобил. Марвин соглашается им помочь, однако подозревает агентов ЦРУ в каждом человеке, включая Сару. Они встречаются с Сингером, однако его убивают с вертолёта ЦРУ во время встречи, а затем они выбираются из аэропорта в перестрелке с агентами, среди которых оказалась одна из ранее подозреваемых Марвином посетительниц аэропорта. Мастерски разделавшись с преследователями, Фрэнк решается проникнуть в офис ЦРУ, чтобы выяснить, кого ещё хотят убить и почему. Для этого Фрэнк заручается поддержкой одного из сотрудников Российского посольства Ивана Симонова, в прошлом резидента КГБ (а ныне высокопоставленного офицера ФСБ) и главного соперника Фрэнка. С его помощью Фрэнк и Сара проникают в штаб ЦРУ, где Фрэнк забирает досье о Гватемальском деле, ведёт бой с Купером, который его ранит, и уезжают во время пожарной тревоги с Марвином и Джо, который тогда инсценировал свою смерть, успев убить киллера и выдать его труп за свой. Фрэнк приезжает в дом ещё одного старого друга — бывшего оперативника МИ-6 Виктории Винслоу, которая является лучшим снайпером среди агентов-отставников. Она его лечит, попутно расспрашивая о Саре, говоря, что одобряет его выбор. Они вламываются в дом оружейного магната Александра Даннинга, который тоже был в Гватемале и которого почему-то не убивают. Во время допроса выясняется, что главный виновник — нынешний вице-президент США Роберт Стэнтон, который в преддверии выборов хочет зачистить свои преступления, совершённые тогда в Гватемале. Когда дом Даннинга окружает ФБР, Джо жертвует собой для спасения других, а Сару захватывает Купер. Оставшихся спасает и укрывает Иван, который продолжает любить Викторию, хотя та в конце их романа пустила ему в грудь три пули, чтобы доказать лояльность разведке, и до сих пор не может себе этого простить. Фрэнк звонит Куперу и угрожает убить его семью, если тот хоть что-то сделает с Сарой, и тот обещает, что с Сарой всё будет в порядке.
Вице-президент Роберт Стэнтон устраивает благотворительный вечер для поддержки своих выборов. Туда разными путями проникает команда Фрэнка, устраивает хаос и прямо из-под носа Купера увозит Стэнтона. Мозес звонит Куперу и требует привезти Сару на заброшенную электростанцию под Нью-Йорком, желая обменять её на Стэнтона. Тот приезжает вместе с Синтией Винкс, действующим директором ЦРУ, и Александром Даннингом. Выясняется, что главным виновником был всё-таки Даннинг, использовавший через подкупленную Винкс агентов ЦРУ как личных наёмных убийц, а Стэнтона думал использовать как прикрытие для своих операций. Он предлагает Куперу за арест Фрэнка пост директора ЦРУ, чтобы сменить Винкс, ожидающую повышение. Тот, полностью разочаровавшись в работе, для виду соглашается, надевает наручники Фрэнку и кладёт от них ключ ему в руку. Даннинг ранит Стэнтона, после чего Синтию, его людей и его самого пристреливает команда Фрэнка и Купер. Купер обещает Фрэнку «во всем разобраться», а тот уезжает с Сарой. В машине Иван говорит Фрэнку, что у него ещё осталось дело «с ядерными ракетами Молдовы».
В самом конце Мозес везёт переодетого в женщину Марвина на коляске с ядерным зарядом, убегая от стреляющих в них толпы молдавских солдат.

## В ролях
| Актёр            | Роль                                   |
| ---------------- | -------------------------------------- |
| Брюс Уиллис      | Фрэнк Мозес агент ЦРУ в отставке       |
| Джон Малкович    | Марвин Боггс агент ЦРУ в отставке      |
| Морган Фримен    | Джо Мэтисон агент ЦРУ в отставке       |
| Хелен Миррен     | Виктория Винслоу агент MI6 в отставке  |
| Мэри-Луиз Паркер | Сара Росс работница пенсионного отдела |
| Карл Урбан       | Уильям Купер действующий агент ЦРУ     |
| Брайан Кокс      | Иван Симонов русский шпион             |
| Ричард Дрейфус   | Александр Даннинг оружейный барон      |
| Джулиан Макмэхон | Роберт Стэнтон вице-президент США      |
| Эрнест Боргнайн  | Генри хранитель архива                 |
| Джеймс Ремар     | Гэбриел Сингер пилот                   |
| Ребекка Пиджон   | Синтия Винкс действующий директор ЦРУ  |

## Создание фильма
В июне 2008 года компания Summit Entertainment объявила о своих планах экранизировать комикс Уоррена Эллиса «Красный». Переносом «Красного» на большой экран занялись братья Эрик и Джон Хибер, которые также работали над экранизациями «Белая мгла» и «Алиса». Основной идеей фильма является необходимость старого состава оперативников бороться с более молодыми и более способными агентами, которые, к тому же, ещё и вооружены по последнему слову техники. Продюсером фильма выступил Лоренцо ди Бонавентура. В июле 2009 года сообщалось, что Морган Фримен ведёт переговоры по поводу съёмок в фильме вместе с Брюсом Уиллисом. В ноябре 2009 года сообщалось, что Хелен Миррен будет сниматься в фильме вместе с Фрименом и Уиллисом.

## Отзывы и оценки
- На Rotten Tomatoes у фильма 72 % положительных рецензий кинокритиков из 215, а средняя оценка составляет 6,4 из 10[6]. На Metacritic фильм получил 61 балл из 100 на основе 37 рецензий[7].
- В 2010 году фильм был номинирован на три премии «Спутник»: за лучшую комедию или мюзикл, лучшую мужскую роль в комедии или мюзикле (Джон Малкович), лучшую женскую роль в комедии или мюзикле (Мэри-Луиза Паркер).
- В 2011 году фильм был номинирован на премию «Золотой глобус» за лучший фильм — комедию или мюзикл.